# Empresa Municipal de Transports Urbans de Palma

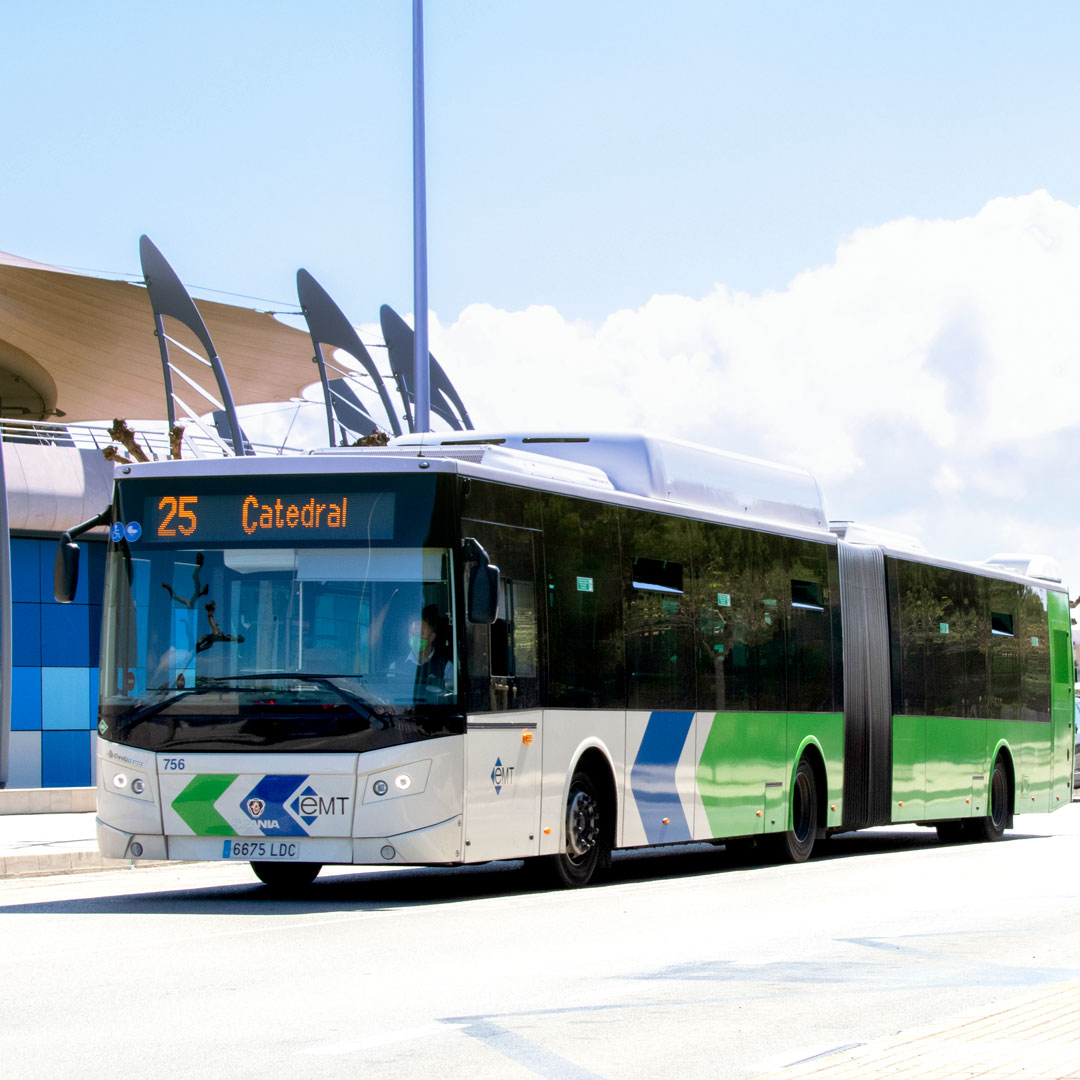
Ein Bus im Design der EMT (2021)

Die Empresa Municipal de Transports Urbans de Palma (katalanisch ‚städtisches Verkehrsunternehmen von Palma‘; auch bekannt als EMT Palma) sind das kommunale Verkehrsunternehmen von Palma de Mallorca  in Spanien, das den öffentlichen Nahverkehr in der Stadt und ihrer Umgebung verwaltet. Mit Stand Anfang Juni 2023 bedient das Unternehmen jährlich rund 40,5 Millionen Passagiere, betreibt 178 Omnibusse auf 29 Linien und beschäftigt 631 Mitarbeiter, von denen 526 Fahrer sind. Einige Linien erreichen die Gemeinden Calvià, Marratxí und Llucmajor.
Die Busse sind blau, elfenbeinfarben und grün lackiert und tragen das Logo des Unternehmens.
Die Betriebshöfe befinden sich in dem Stadtteil Son Riera, in der Nähe des Mercapalma-Geländes, an der Ringstraße Ma-30.

## Geschichte
Die Geschichte des öffentlichen Nahverkehrs in Palma begann 1891 mit der Gründung der Sociedad Mallorquina de Tranvías (‚Mallorquinische Straßenbahngesellschaft‘), die zwölf von Maultieren gezogene Straßenbahnen betrieb. Im Jahr 1916 wurde der Dienst mit der Inbetriebnahme von 42 elektrischen Straßenbahnen modernisiert, als sich dieses Verkehrsmittel in der Stadt und den Vororten verbreitete. Diese elektrischen Straßenbahnen waren bis Ende 1958 in Betrieb. In diesen Jahren trug das Unternehmen den Namen Sociedad General de Tranvías Eléctricos Interurbanos de Palma SA. Im Jahr 1958 wurden die Straßenbahnen dank der Unterstützung der Stadtverwaltung und anderer Institutionen durch 53 Omnibusse ersetzt.
1971 ging die Sociedad General de Tranvías in Konkurs, woraufhin die Arbeiter die Sociedad Anónima Laboral Mallorquina de Autobuses (SALMA) gründeten, die die städtischen und überörtlichen Verkehrsdienste des früheren Unternehmens übernahm.
Im Jahr 1985 kommunalisierte der Stadtrat von Palma den von der SALMA betriebenen Personenverkehr und gründete die heutige Empresa Municipal de Transports Urbans de Palma SA (EMT Palma). In diesem Jahr beförderte das Unternehmen 20 Millionen Fahrgäste.
Im Jahr 1995 betrieb das Unternehmen 21 städtische Verkehrslinien und mehrere Überlandlinien und beförderte 26.700.000 Fahrgäste.
Zwischen 2000 und 2001 wurden mehrere Fahrzeuge der Modelle Mercedes Benz Citaro 12 m, Citaro G mit 18 m und Cito mit 9 m in den Fuhrpark aufgenommen, die schon bald die ab 2004 bestehende EMT-Flotte in Palma ersetzen sollten:
- Mercedes-Benz O405 (Das Unternehmen behielt drei Fahrzeuge für seinen Nachtbusverkehr (Bus de Nit), die übrigen wurden aufgrund ihres Alters verkauft oder in den Kosovo und in die Sahara gespendet).
- Scania L113 (Sie wurden an ein Unternehmen in Sevilla verkauft, da sie nur wenige Kilometer gelaufen waren.)

Der Rest der Busse wurde im alten EMT-Depot in Palma, das sich im Polígon de Son Castelló befindet, verschrottet.
Im Jahr 2009 wurden 11 Mercedes Benz Citaro K in Betrieb genommen, um die Citos zu ersetzen, da diese zu viele mechanische Probleme aufwiesen, und 52 neue Irisbus Iveco Citelis mit dem Ziel, die Fahrthäufigkeiten zu verbessern, konfliktreiche und stark nachgefragte Linien (15, 3, 7 und 25) zu verstärken und die Schaffung neuer Linien zu ermöglichen.
Zwischen 2019 und 2022 wurden 105 neue Busse der Marken Iveco, Scania, MAN und Solaris in Dienst gestellt, um die Citaros der Baujahre 2000 und 2001 ersetzen. Davon wiesen 100 Erdgas-Antrieb und 5 Wasserstoff-Antrieb auf.
Im Jahr 2023 werden die ersten fünf Elektrobusse des Herstellers Irizar eintreffen.